# Troglohyphantes caecus
Troglohyphantes caecus este o specie de păianjeni din genul Troglohyphantes, familia Linyphiidae, descrisă de Fage, 1919.
Este endemică în Franța. Conform Catalogue of Life specia Troglohyphantes caecus nu are subspecii cunoscute.